# Estados Unidos en la Copa Mundial de Fútbol de 1998
La Selección de Estados Unidos fue uno de los 32 participantes en el Mundial de Fútbol de 1998, que se realizó en Francia y en el que los estadounidenses se encuadraron en el grupo F (junto a Irán, Alemania y Yugoslavia).
El conjunto norteamericano no accedió a las eliminatorias, pues cosechó tres derrotas en tres partidos y tan solo pudo anotar un gol en el torneo (por medio de Brian McBride).

## Clasificación
Para la edición de 1998, la Concacaf disponía de 3 plazas y 30 selecciones participaron en la clasificación. México, Estados Unidos, Costa Rica, Honduras, El Salvador y Canadá (las seis selecciones mejor clasificadas según la FIFA) pasaron a las semifinales directamente. El resto de los 24 equipos se dividieron en dos zonas, sobre la base de la localización geográfica.

### Semifinal - Grupo 1
| Equipo            | Pts | PJ | PG | PE | PP | GF | GC | Dif |
| ----------------- | --- | -- | -- | -- | -- | -- | -- | --- |
| Estados Unidos    | 13  | 6  | 4  | 1  | 1  | 10 | 5  | 5   |
| Costa Rica        | 12  | 6  | 4  | 0  | 2  | 9  | 5  | 4   |
| Guatemala         | 8   | 6  | 2  | 2  | 2  | 6  | 9  | -3  |
| Trinidad y Tobago | 1   | 6  | 0  | 1  | 5  | 3  | 9  | -6  |

| Fecha                   | Lugar                      |                   |  | Resultado |  |                   |
| ----------------------- | -------------------------- | ----------------- |  | --------- |  | ----------------- |
| 3 de noviembre de 1996  | Washington                 | Estados Unidos    |  | 2:0       |  | Guatemala         |
| 10 de noviembre de 1996 | Richmond                   | Estados Unidos    |  | 2:0       |  | Trinidad y Tobago |
| 24 de noviembre de 1996 | Puerto España              | Trinidad y Tobago |  | 0:1       |  | Estados Unidos    |
| 1 de diciembre de 1996  | San José                   | Costa Rica        |  | 2:1       |  | Estados Unidos    |
| 14 de diciembre de 1996 | Palo Alto                  | Estados Unidos    |  | 2:1       |  | Costa Rica        |
| 21 de diciembre de 1996 | San Salvador (El Salvador) | Guatemala         |  | 2:2       |  | Estados Unidos    |

Estados Unidos y Costa Rica pasarían a la ronda final.

### Fase final
| Equipo         | Pts | PJ | PG | PE | PP | GF | GC | Dif |
| -------------- | --- | -- | -- | -- | -- | -- | -- | --- |
| México         | 18  | 10 | 4  | 6  | 0  | 23 | 7  | 16  |
| Estados Unidos | 17  | 10 | 4  | 5  | 1  | 17 | 9  | 8   |
| Jamaica        | 14  | 10 | 3  | 5  | 2  | 7  | 12 | -5  |
| Costa Rica     | 12  | 10 | 3  | 3  | 4  | 13 | 12 | 1   |
| El Salvador    | 10  | 10 | 2  | 4  | 4  | 11 | 16 | -5  |
| Canadá         | 6   | 10 | 1  | 3  | 6  | 5  | 20 | -15 |

| Fecha                   | Lugar            |                |  | Resultado |  |                |
| ----------------------- | ---------------- | -------------- |  | --------- |  | -------------- |
| 2 de marzo de 1997      | Kingston         | Jamaica        |  | 0:0       |  | Estados Unidos |
| 16 de marzo de 1997     | Palo Alto        | Estados Unidos |  | 3:0       |  | Canadá         |
| 23 de marzo de 1997     | San José         | Costa Rica     |  | 3:2       |  | Estados Unidos |
| 20 de abril de 1997     | Foxborough       | Estados Unidos |  | 2:2       |  | México         |
| 29 de junio de 1997     | San Salvador     | El Salvador    |  | 1:1       |  | Estados Unidos |
| 7 de septiembre de 1997 | Portland         | Estados Unidos |  | 1:0       |  | Costa Rica     |
| 3 de octubre de 1997    | Washington       | Estados Unidos |  | 1:1       |  | Jamaica        |
| 2 de noviembre de 1997  | Ciudad de México | México         |  | 0:0       |  | Estados Unidos |
| 9 de noviembre de 1997  | Vancouver        | Canadá         |  | 0:3       |  | Estados Unidos |
| 16 de noviembre de 1997 | Foxborough       | Estados Unidos |  | 4:2       |  | El Salvador    |

## Jugadores
| #  | Nombre            | Nac | Posición      | Club                   |
| -- | ----------------- | --- | ------------- | ---------------------- |
| 1  | Brad Friedel      |     | Portero       | Liverpool              |
| 2  | Frankie Hejduk    |     | Mediocampista | Tampa Bay Mutiny       |
| 3  | Eddie Pope        |     | Defensa       | D.C. United            |
| 4  | Mike Burns        |     | Defensa       | New England Revolution |
| 5  | Thomas Dooley     |     | Mediocampista | Columbus Crew          |
| 6  | David Regis       |     | Defensa       | Karlsruhe              |
| 7  | Roy Wegerle       |     | Delantero     | Tampa Bay Mutiny       |
| 8  | Earnie Stewart    |     | Delantero     | NAC Breda              |
| 9  | Joe-Max Moore     |     | Delantero     | New England Revolution |
| 10 | Tab Ramos         |     | Mediocampista | MetroStars             |
| 11 | Eric Wynalda      |     | Delantero     | San Jose Clash         |
| 12 | Jeff Agoos        |     | Defensa       | D.C. United            |
| 13 | Cobi Jones        |     | Mediocampista | Los Ángeles Galaxy     |
| 14 | Preki             |     | Mediocampista | Kansas City Wizards    |
| 15 | Chad Deering      |     | Mediocampista | Wolfsburgo             |
| 16 | Juergen Sommer    |     | Portero       | Columbus Crew          |
| 17 | Marcelo Balboa    |     | Defensa       | Colorado Rapids        |
| 18 | Kasey Keller      |     | Portero       | Leicester City         |
| 19 | Brian Maisonneuve |     | Mediocampista | Columbus Crew          |
| 20 | Brian McBride     |     | Delantero     | Columbus Crew          |
| 21 | Claudio Reyna     |     | Mediocampista | Wolfsburgo             |
| 22 | Alexi Lalas       |     | Defensa       | MetroStars             |
| DT | Steve Sampson     |     |               |                        |

## Participación

### Grupo F
| Equipo         | Pts | PJ | PG | PE | PP | GF | GC | DIF |
| -------------- | --- | -- | -- | -- | -- | -- | -- | --- |
| Alemania       | 7   | 3  | 2  | 1  | 0  | 6  | 2  | +4  |
| RF Yugoslavia  | 7   | 3  | 2  | 1  | 0  | 4  | 2  | +2  |
| Irán           | 3   | 3  | 1  | 0  | 2  | 2  | 4  | -2  |
| Estados Unidos | 0   | 3  | 0  | 0  | 3  | 1  | 5  | -4  |

| 15 de junio de 1998 | Estados Unidos | 0:2 (0:1) | Alemania                   | Parque de los Príncipes, París                                       |                                                                      |
|                     |                | Reporte   | Möller 10' · Klinsmann 67' | Asistencia: 43.815 espectadores Árbitro(s): Said Belqola (Marruecos) | Asistencia: 43.815 espectadores Árbitro(s): Said Belqola (Marruecos) |

| 21 de junio de 1998 | Estados Unidos | 1:2 (0:1) | Irán                        | Stade Gerland, Lyon                                           |                                                               |
|                     | McBride 87'    | Reporte   | Estili 41' · Mahdavikia 83' | Asistencia: 39.100 espectadores Árbitro(s): Urs Meier (Suiza) | Asistencia: 39.100 espectadores Árbitro(s): Urs Meier (Suiza) |

| 25 de junio de 1998 | Estados Unidos | 0:1 (0:1) | RF Yugoslavia  | Stade de la Beaujoire, Nantes                                          |                                                                        |
|                     |                | Reporte   | Komljenović 3' | Asistencia: 35.500 espectadores Árbitro(s): Gamal Al-Ghandour (Egipto) | Asistencia: 35.500 espectadores Árbitro(s): Gamal Al-Ghandour (Egipto) |